# Kitzler-Studienbuch (Bruckner)
Das Kitzler-Studienbuch ist ein autographes Arbeitsheft von Anton Bruckner, das er bei dem Dirigenten und Cellisten Otto Kitzler in Linz verfasste. Bruckner versuchte, im Kitzler seine Kenntnisse in musikalischer Form und Instrumentierung nach dem Ende seines Studiums bei Simon Sechter zu vervollständigen.

## Beschreibung
Das Arbeitsheft besteht aus 163 Seiten unterschiedlicher Größe im Querformat (326 nummerierte Seiten) in chronologischer Reihenfolge, teilweise datiert, von H[eilige] Nacht anno [1]861 auf S. 30, bis 10. Juli 1863 auf S. 325. Das Arbeitsheft enthält autographe Skizzen, Kommentare, vollständige und teilweise Kompositionen, die einen strengen Unterricht in musikalischer Formatting und Instrumentierung aufweisen.
Die ersten Einträge (S. 1-18) sind Übungen in musikalischer Form: Kadenzen und Perioden. Es folgen (S. 18-57) Lieder in binärer und ternärer ternär Form, und (S. 58–218) Stücke für Klavier und Streichquartett: Walzer, Polka, Mazurka, Etüden, Thema und Variationen, Rondos, Sonatenform usw., und das Streichquartett in c-Moll und sein zusätzliches Rondo in c-Moll.
Nach diesen Formübungen gibt es (S. 218–250) Instrumentalübungen, u. a. die Orchestrierung des ersten Satzes der Beethovens Sonate pathétique (Einleitung und Exposition, Reprise und Coda). Danach kommen (S. 251–326) Bruckners erste Kompositionen für Orchester: die Vier Orchesterstücke (Marsch in d-Moll und Drei Orchesterstücke), und Skizzen für die Ouvertüre in g-Moll und die Sinfonie in f-Moll.
Das Kitzler-Studienbuch fasziniert wegen seiner historischen Einblicke in die Geschichte der musikalischen Ausbildung im 19. Jahrhundert sowie wegen der historischen und theoretischen Bedeutung von Terminologie und Umfang der darin erhaltenen Übungen. Nicht zuletzt ist dieses Manuskript unverzichtbar für die Untersuchungen über Bruckner Arbeitsweise.

## Vollständige und partielle Kompositionen
Eine nicht erschöpfende Liste:
- O habt die Thräne gern (1. Vertonung), WAB 205: S. 18–19
- Nachglück (1. Vertonung), WAB 204: S. 19
- Herzeleid, WAB add 232: S. 20
- Nachglück (2. Vertonung), WAB add 235: S. 21
- Vor der schlummernden Mutter, WAB 206: S. 22
- Des Baches Frühlingsfeier, WAB 202: S 23
- Wie neid ich Dich, du stolzer Wald, WAB 207: S. 24
- Walzer in Es-Dur, WAB 224/1: S. 25
- Walzer in C-Dur, WAB 224/2: S. 26
- Vier Polkas in C-Dur, WAB 221: S. 27-28
- Galopp in C-Dur, WAB add 239: S. 29
- Mazurka in a-Moll, WAB 218: S. 29
- Menuett in C-Dur, WAB 219: S. 30
- Menuett und Trio in G-Dur, WAB 220: S. 35
- Marsch in C-Dur, WAB 217/1: S. 36
- Marsch in d-Moll, WAB 217/2: S. 37
- Duo in a-Moll, WAB 213: S. 39
- Marsch in F-Dur, WAB 217/3: S. 41
- O habt die Thräne gern (2. Vertonung), WAB add 236: S. 42
- Last des Herzens, WAB add 234: S. 43
- Es regnet (Skizze), WAB add 231: S. 46–47
- Wunsch (Skizze), WAB add 238: S. 47–48
- Andante in  Es-Dur, WAB 211/1: S. 49
- Andante in d-Moll, WAB 211/2: S. 50–51
- Sechs Scherzos für Streichquartett, WAB 209
  - Scherzo in C-Dur: S. 58-59
  - Scherzo in d-Moll: S. 60-61; Variante auf S. 63-64
  - Scherzo in a-Moll: S. 61-62; Variante auf S. 65
  - Scherzo in C-Dur: S. 62
  - Scherzo in F-Dur: S. 66-70
  - Scherzo in g-Moll: S. 70–76
- Etüde in G-Dur, WAB 214: S. 77–78
- Chromatische Etüde in F-Dur, WAB 212: S. 79–80
- Fünf Themen und Variationen, WAB 223
  - Thema und Variationen in G-Dur: S. 81
  - Thema und Variationen in A-Dur: S. 82–83
  - Thema und Variationen in A-Dur: S. 84; auch S. 86
  - Thema und Variationen in G-Dur: S. 84–85
  - Thema und Variationen in G-Dur: S. 87–90
- Thema und Variationen in Es-Dur für Streichquartett, WAB 210: S. 91–104
- Sieben Rondos für Klavier, WAB 222:
  - Rondo in G-Dur: S. 105-108
  - Rondo in c-Moll: S. 109-111
  - Rondo in d-Moll: S. 112-115
  - Rondo in F-Dur: S. 116-121
  - Rondo in G-Dur: S. 122-125; Variante auf S. 136
  - Rondo in e-Moll: S. 126-129
  - Rondo in Es-Dur: S. 130-134; Variante auf S. 135
- Fünf Sonatenentwürfe, WAB add 242: S. 140–156
- Sonatensatz in g-Moll, WAB add 243: S. 157–164
- Streichquartett in c-Moll, WAB 111: S. 165–196
- Rondo in c-Moll für Streichquartett, WAB 208: S. 197–206
- Der Trompeter an der Katzbach, WAB 201: S. 207–213
- Vier Fantasien für Klavier, WAB 215
  - Fantasie in d-Moll: S. 213–214
  - Fantasie in c-Moll: S. 215–216
  - Fantasie in Es-Dur: S. 216–217
  - Fantasie in F-Dur: S. 217–218
- Fünf Stücke für Klavier, WAB 216: S. 225–227
- Orchestrierung des ersten Satzes von Beethovens Sonate pathétique, WAB add 266:  S. 234–250
- Marsch in d-Moll, WAB 96: S. 251–265
- Drei Orchesterstücke, WAB 97: S. 266–286
- Ouvertüre in g-Moll, WAB 98 (Skizze): S. 287–301
- Symphonie Entwurf in d-Moll, WAB add 244 (20 Skizzen): S. 303–306 und S. 311–313[4]
- Sinfonie in f-Moll, WAB 99 (Skizze): S. 304–326

## Auflage und Aufführungen
Bis 2015 wurden nur wenige Kompositionen des Kitzler-Studienbuches veröffentlicht: das Streichquartett WAB 111 und das zusätzliche Rondo in c-Moll, WAB 208 (Transkription erlaubt an Leopold Nowak), die Sonatensatz, WAB 243 (Transkription erlaubt an Walburga Litschauer), und die Vier Orchesterstücke, WAB 96-97 (nach einer eigenen Transkription von Bruckner an Cyrill Hynais).
Das Kitzler-Studienbuch, das sich zuerst im Besitz von Bruckners Schüler Ferdinand Löwe, befand, ging später in den Privatbesitz von Margarethe Mugrauer – der Enkelin von Joseph Schalk – über in Bamberg, die es ihrer Tochter Traudl Kress in München vermachte. Im Jahr 2013  die Österreichische Nationalbibliothek konnte die wertvolle Originalhandschrift erwerben. Im Jahr 2015 hat der MWV (Musikwissenschaftlicher Verlag der Internationalen Bruckner-Gesellschaft) ein farbiges Faksimile der Handschrift herausgegeben und konnte so Interessierten diese wichtige Quelle für Studium und Wissenschaft zur Verfügung stellen.
Am 30. April 2016 hat die Orchestergemeinschaft Nürnberg e.V. Bruckners Orchestrierung des ersten Satzes von Beethovens Sonate pathétique, WAB 266. Weitere Aufführungen fanden am 6. und 7. Oktober 2017 in Austin, Texas, von Colin Mawby mit dem Austin Symphonic Orchestra und am 14. August 2021, im Rahmen der Brucknertage 2021, im Marmorsaal des Stifts St. Florian von Jan Latham König mit dem Altomonte Orchestra statt.
Am 28. Mai 2016 wurde eine Transkription des Scherzos in g-Moll für Streichquartett für Streichorchester von Benjamin-Gunnar Cohrs mit dem Göttinger Barockorchester aufgeführt. Die Originalfassung der beiden Scherzos in F-Dur und g-Moll für Streichquartett, WAB 209 wurde am 8. März 2019 vom Ensemble Bruckners Kammermusik in Tokio uraufgeführt.
Im Jahr 2018 wurde eine Uraufführung von dreizehn Klavierwerken aus dem Kitzler-Studienbuch von Ana-Marija Markovina aufgenommen. Im Jahr 2019 hat Francesco Pasqualotto 21 Klavierwerke aus dem Kitzler-Studienbuch eingespielt, davon 10 Uraufführungen. Im Jahr 2021 hat Todor Petrov 39 Klavierwerke aus dem Kitzler-Studienbuch eingespielt, darunter eine Uraufführung des Marsches in F-Dur, WAB 217/3, der Rondos in c-Moll und in d-Moll, WAB 222/2 und 22/3, und das erste der fünf Stücke, WAB 216. Im Jahr 2022 hat Christoph Eggner 24 Klavierwerke aus dem Kitzler-Studienbuch– darunter eine Uraufführung des Rondo in G-Dur, WAB 222/5 – auf einem restaurierten Bösendorfer-Hammerflügel, der Bruckner gehört hat, eingespielt. Im Jahre 2024 hat Mari Kodama 10 Klavierwerke aus dem the Kitzler-Studienbuch eingespield.
Am 5. Oktober 2019 wurden während der Lesung Böck ist Bruckner II zwei Lieder aus dem Kitzler-Studienbuch (O habt die Thräne gern, WAB 205, und Vor der schlummernden Mutter, WAB 206) uraufgenommen.
Am 2. Juli 2022 dirigierte Ricardo Alejandro Luna das Bolton Symphony Orchestra bei der Uraufführung der 20 Skizzen für den 1. Satz einer Symphonie in d-Moll, WAB add 244. Diese wurden ebenfalls von ihm transkribiert, harmonisiert, ergänzt und orchestriert.
Am 13. August 2023, im Rahmen des Eröffnungskonzerts der St. Florianer Brucknertage 2023, brachte Matthias Giesen mit den Streichern des Altomonte-Orchesters St. Florian das Thema mit Variationen in Es-Dur für Streichquartett, WAB 210, zur Uraufführung. Ein Jahr später erschien eine Aufnahme des Diotima Quartetts.
Am 1. Oktober 2024 spielte das Quatuor Danel im Brucknerhaus Linz die komplette Sammlung von Kompositionen für Streichquartett, die Bruckner während des Kitzler Unterrichts komponierte, darunter eine Uraufführung der Nr. 1-4 der Sechs Scherzi für Streichquartett, WAB 209.

## Diskografie
Orchestrierung des ersten Satzes von Beethovens Sonate pathétique
- Christian Hutter, Frühjahrskonzert (30. April 2016), Orchester-Gemeinschaft Nüremberg — Orchester-Gemeinschaft Nüremberg CD, 2016[17]

Klavierwerke aus dem-Studienbuch

Insgesamt sind bisher 43 Klavierstücke aus dem Kitzler-Studienbuch aufgenommen.
- Ana-Marija Markovina und Rudolf Meister, Anton Bruckner (1824 - 1896), Klavierwerke – Hänssler Classic, HC17054, 2018 (mit Ersteinspielung von 13 Klavierwerken aus dem-Studienbuch)
- Francesco Pasqualotto, Bruckner Complete Piano Music – CD Brilliant Classics 95619, 2019 (mit 21 Klavierwerken aus dem-Studienbuch, davon 10 Ersteinspielungen)
- Todor Petrov, Bruckner - L'œuvre pour piano seul - CD Forgotten Records FR 1998/9, 2021 (mit 39 Klavierwerken aus dem-Studienbuch, davon 18 Ersteinspielungen)
- Christoph Eggner, Anton Bruckner - Klavierstücke aus dem-Studienbuch - CD Gramola 99282, 2023 (24 Klavierwerke aus dem-Studienbuch, davon eine Ersteinspielung des Rondo in G-Dur, WAB 222/5)
- Mari Kodama Bruckner Piano Works – SACD PENTATONE PTC 5187 224, 2024 (mit 10 Klavierwerken aus dem-Studienbuch)

Lieder aus dem-Studienbuch
- Böck liest Bruckner II - Anton Bruckner Briefe und Musik (5 October 2019) - CD Gramola 99237, 2020 - mit Lieder O habt die Thräne gern, WAB 205, und Vor der schlummernden Mutter, WAB 206, by Elisabeth Wimmer

Thema und Variationen in Es-Dur für Streichquartett, WAB 210
- Quatuor Diotima. Bruckner & Klose String Quartets, Pentatone LC 868, 2024